# Zheng Liguo
Zheng Liguo (xinès simplificat: 郑立国, pinyin: Zhèng Lìguó; 16 d'octubre de 1964) és un animador i director de cinema xinés. Dirigeix l'Institut d'animació de Jilin, que va fundar l'any 2000, i que és l'estudi d'animació més gran d'Àsia.
Va impulsar el primer i únic centre d'educació superior de la Xina dedicat al cinema d'animació, i ha estat darrere de la creació i producció de la sèrie de pel·lícules d'animació tridimensional Frog Kingdom, sent un dels guionistes de la segona entrega. També ha produit curtmetratges com Chicken wants to fly, o 10000 Ugly Inkblots. El 2017 va rebre el guardó Drac Daurat a la contribució destacada del China Animation & Comic Competition Golden Dragon Award.